# Владислав Локетек разрывает мир с крестоносцами
«Владислав Локетек разрывает мир с крестоносцами в Бресте-Куявском» (пол. Władysław Łokietek zrywający układy z Krzyżakami w Brześciu Kujawskim ) — картина польского художника Яна Матейко на исторический сюжет, созданная в 1879 году. Хранится в Национальном музее в Варшаве.
Материал для картины Матейко почерпнул в польской истории XIV века. Он изобразил тот момент, когда король Польши Владислав I Локетек, поражённый коварством тевтонских рыцарей, разрывает заключённый с ними мирный договор.